# Naima (composition)
Pour les articles homonymes, voir Naima (homonymie).
Naima est une ballade écrite par John Coltrane en 1959. Elle apparait pour la première fois sur l'album Giant Steps, publié en 1960.

## Histoire
Naima est une composition dédiée par Coltrane à sa première femme, Juanita Grubbs, dont le surnom était Naima.
Sur l'album Giant Steps, Coltrane est accompagné de Tommy Flanagan au piano, Paul Chambers à la contrebasse et d'Art Taylor à la batterie, toutefois c'est Wynton Kelly qui est chargé du piano et Jimmy Cobb qui est chargé de la batterie dans l'enregistrement original de Naima.
D'après Lewis Porter, Coltrane considérait Naima comme étant sa meilleure composition. Il continua à la jouer même après son divorce.
Le critique et musicologue Romain Bureau écrira, dès sa première écoute du morceau :

« Le saxophone de John Coltrane : papillon virevoltant jusque dans l'infrarouge et l'ultraviolet du son. Il y a un avant et un après Naima de Coltrane, comme pour la Messe en si de Bach. Il s'agit d'une apocalypse, d'une révélation avec lesquelles on n'en a jamais fini. »

— Romain Bureau, Diaries, 2022

## Structure
Le morceau est construit selon la forme classique AABA. La mélodie, très aérée (beaucoup de blanches et de rondes) repose sur des accords riches, avec une pédale basse, en Mi pour la partie A et Si pour la partie B.

## Versions notables
John Coltrane a enregistré Naima de nombreuses fois, à plusieurs reprises avec Eric Dolphy. Outre sur Giant Steps (studio, Atlantic, 1960), Naima apparaît, entre autres, sur The Complete 1961 Village Vanguard Recordings (Impulse!, 1961), The Complete Copenhagen Concert (en) (Magnetic / Gambit, 1961), The European Tour (Pablo, 1962), Afro Blue Impressions (Pablo, 1963), Live in Paris (en) (BYG Japan, 1965), Live at the Village Vanguard Again! (Impulse!, 1966).
La chanson a été réinterprétée par Archie Shepp sur l'album Four for Trane (1964) alors que Coltrane était encore en vie ; plus tard, après la mort du saxophoniste en 1967, de nombreuses autres interprétations ont suivi, et la composition est devenue un standard de jazz à part entière.  
De nombreux musiciens ont enregistré ce morceau, dont :
- Eric Dolphy, Donald Byrd, Nathan Davis, sur l'album Naima (enregistré le 11 juin 1964 à Paris, diffusé en 1973)
- McCoy Tyner (d'abord sur l'album Echoes of a Friend, 1972)
- John McLaughlin, sur Love Devotion Surrender (1973 en collaboration avec Carlos Santana) et sur After The Rain (1995)
- Lonnie Liston Smith sur Cosmic Funk (Flying Dutchman 1974)
- Maynard Ferguson (1979)
- Jaco Pastorius, sur la video Modern Electric Bass (1985)
- Pharoah Sanders sur Crescent with Love (1992)
- David Murray, sur Windward Passages avec Dave Burrell (1993) et sur Octet Plays Trane (2000)
- Alex Bugnon sur As Promised (2000)
- Marc Copland, sur Poetic motion (2001)
- Arthur Blythe (2001)
- Herbie Hancock, Michael Brecker et Roy Hargrove, sur Directions in Music : Live at Massey Hall (2002)
- Juan Alderete, Adrian Terrazas, Money Mark & Cedric Bixler (2008)
- Lionel Loueke, sur Karibu (2008)
- Aidan Baker sur Passing Thru (2010)
- Bon Voyage Organisation, sur (Loin des) Rivages (2022)
- Léon Phal, sur Stress Killer (2023)